# Canton de Castelnau-le-Lez
Pour les articles homonymes, voir Castelnau.
Le canton de Castelnau le Lez est une ancienne division administrative française située dans le département de l'Hérault, dans l'arrondissement de Montpellier.

## Composition
Il était composé des deux communes suivantes :
| Nom                          | Code Insee | Intercommunalité                   | Superficie (km2) | Population (dernière pop. légale) | Densité (hab./km2) |
| ---------------------------- | ---------- | ---------------------------------- | ---------------- | --------------------------------- | ------------------ |
| Castelnau-le-Lez (chef-lieu) | 34057      | Montpellier Méditerranée Métropole | 11,18            | 19 157 (2014)                     | 1 714              |
| Le Crès                      | 34090      | Montpellier Méditerranée Métropole | 5,84             | 8 957 (2014)                      | 1 534              |

## Historique
Les deux communes ont formé une seule entité jusqu'en 1871.
Le canton de Castelnau-le-Lez a été créé en 1992, issu du démembrement du canton de Montpellier-3, devenu trop peuplé. En échange au canton de Montpellier 3, a été rajouté les nouveaux quartiers d'Antigone.

## Représentation
| Période | Période | Identité           | Étiquette    | Qualité |
| ------- | ------- | ------------------ | ------------ | --- |
| 1992    | 2002    | Jean-Pierre Grand  | RPR puis UMP | Cadre de la fonction publique Député (2002-2012) Maire de Castelnau-le-Lez (1983-2017) Ancien conseiller général du canton de Montpellier-3 |
| 2002    | 2011    | Frédéric Lafforgue | UMP          | Directeur d'un bureau de cabinet d'expertise Maire de Castelnau-le-Lez depuis 2017                                                          |
| 2011    | 2015    | Pierre Bonnal      | PS           | Cadre à la CPAM Maire du Crès (2001-2020)                                                                                                   |

## 2 photos du canton
|  |  |

## Monuments ou sites
- Site d'une villa romaine (Sextantio) disparue
- Église Saint-Jean de Castelnau-le-Lez (XIIe siècle)

## Démographie
| 1999   | 2006   | 2011   | 2012   |
| ------ | ------ | ------ | ------ |
| 21 014 | 22 017 | 24 201 | 25 094 |